# Foxbase Alpha
Albums de Saint Etienne
So Tough
(1993)
Foxbase Alpha est le premier album de Saint Etienne, sorti en 1991.

## L'album
L'album contient une reprise du titre de Neil Young, Only Love Can Break Your Heart dans une version euro-disco. Il fait partie des 1001 albums qu'il faut avoir écoutés dans sa vie. 

### Titres
Tous les titres sont de Bob Stanley et Pete Wiggs, sauf mentions. 
1. This Is Radio Etienne (0:42)
2. Only Love Can Break Your Heart (Neil Young) (4:29)
3. Wilson (1:59)
4. Carnt Sleep (4:43)
5. Girl VII (3:46)
6. Spring (3:43)
7. She's the One song review (3:09)
8. People Get Real (4:44)
9. Stoned to Say the Least (7:42)
10. Nothing Can Stop Us (4:21)
11. Etienne Gonna Die (1:32)
12. London Belongs to Me (3:57)
13. Kiss and Make Up (Michael Hiscock, Robert Wratten) (5:14)
14. Like the Swallow (7:41)
15. Dilworth's Theme (0:38)

### Musiciens
- Sarah Cracknell : voix
- Bob Stanley : Roland Jupiter-4, Korg M1, tambourin
- Pete Wiggs : SCI Prophet 5, Emax sampler, bongos
- Ian Catt : guitares, claviers
- Moira Lambert : voix sur Only Love Can Break Your Heart
- Harvey Williams : basse sur Only Love Can Break Your Heart
- Pete Heller : programmation sur Kiss and Make Up